# Виртуал (Интернет)
Виртуа́л, сокпа́ппет (англ. sockpuppet) — аккаунт в интернете, который используется для обмана или манипулирования.
Слово «сокпаппет» происходит от английского слова sockpuppet («кукла, изготовленная из носка»). Первоначально термин относился к людям, которые притворяются другими людьми и говорят сами с собой или о себе. В настоящее время этот термин включает в себя любое использование интернет-аккаунтов, которое вводит людей в заблуждение. Например, виртуалы могут создаваться для рекламы компаний, для манипулирования мнением интернет-сообщества, для обхода блокировки на веб-сайте. Использование псевдонима и создание виртуала — это различные понятия. Виртуал представляется лицом, никак не связанным с конкретным человеком (хотя на самом деле это один и тот же человек). Во многих интернет-сообществах сокпаппетов блокируют.

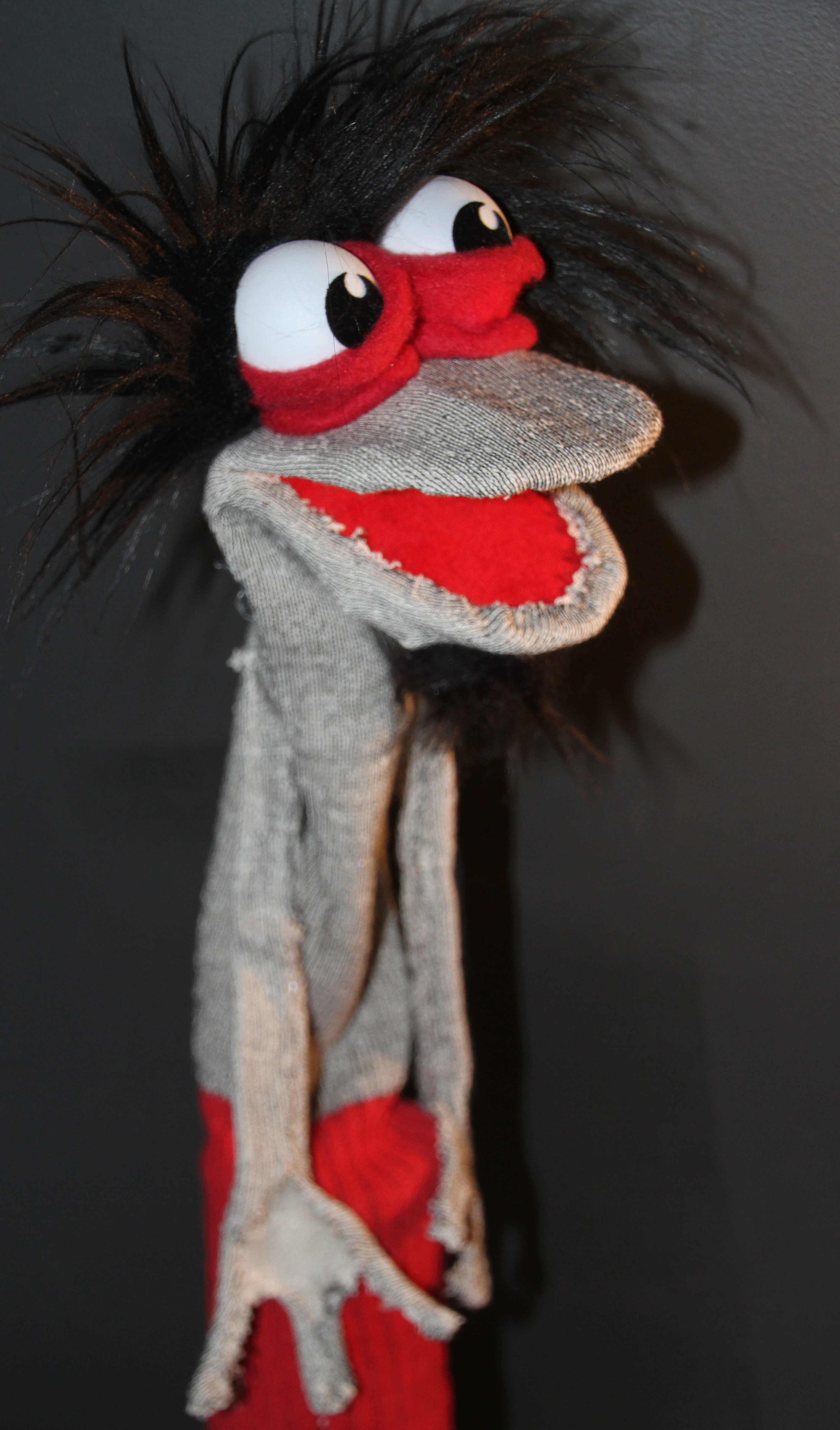
Sockpuppet — кукла, изготовленная из носка

## История
Первое документально подтверждённое использование термина «сокпаппет» относится к 9 июля 1993 года. Однако до 1996 года в USENET это слово использовали крайне редко.
Слово «сокпаппет» есть в Оксфордском словаре английского языка. Согласно словарю, сокпаппет — «человек, чьи действия контролируются другим». В словарной статье дана ссылка на US News and World Report. В русский язык слово проникло в начале XXI века.
Иногда появлялись рецензии писателей на свои же собственные работы. Уолт Уитмен и Энтони Бёрджесс рецензировали свои книги под псевдонимами. Так же поступал Бенджамин Франклин.
21 октября 2013 года фонд Викимедиа осудил платное редактирование Википедии виртуалами, а через два дня запретил редактирование Википедии компанией Wiki-PR. В августе и сентябре 2015 года фонд снова обнаружил виртуалов, известных как Orangemoody.

## Причины использования виртуалов

### Обход блокировки
Одной из причин появления сокпаппетов являются блокировки, запреты или иные санкции. Люди могут попытаться обойти блокировку с помощью создания нового аккаунта.

### Подтасовка голосования
Сокпаппеты могут влиять на результаты опросов, проводимых в интернете. Также виртуалы могут вмешиваться в обсуждение, создавая иллюзию поддержки чьего-либо мнения (при этом голосование может и не проводиться). Такой способ манипулирования получил название «атака Сивиллы».
Виртуалы используются в партизанском маркетинге. Маркетолог создает одну или несколько учётных записей, с каждой из них пишутся сообщения, которые рассказывают о преимуществах того или иного продукта; восхваляют ту или иную книгу или идеологию.

### Сокпаппеты, выступающие под ложным флагом
Сокпаппеты используются как способ выступить под ложным флагом. Участник, создающий такого виртуала, пишет с него сообщения, противоположные его точке зрения. Однако эти сообщения нужны не для того, чтобы доказать противоположную точку зрения, а лишь для этого, чтобы выставить её глупой. В конце концов это может привести к тому, что точку зрения участника начнут поддерживать. Такие виртуалы обычно ведут себя неразумно, неосведомлённо или фанатично, используют тезисы, которые можно легко опровергнуть. В результате дискредитируются рациональные аргументы против точки зрения участника-«кукловода». Такие сокпаппеты ведут себя подобно интернет-троллям.
Возможны случаи, при которых создаётся тролль, на словах придерживающийся той или иной позиции, однако находящийся под управлением участника, выступающего против этой позиции. Сообщения такого тролля посвящены заявленной точке зрения, преследуют цель повлиять на мнение группы. Однако часто упоминаются проблемы этой точки зрения. На самом деле цель тролля состоит в том, чтобы сеять страх, неуверенность и сомнения в сообществе.

### Митпаппет
Термин «митпаппет» (англ. meatpuppet) используется для уничижительного описания определённого поведения людей. Этот термин использовался ещё до того, как интернет широко распространился. Например, его можно встретить в научно-фантастическом рассказе Ле Гуин «Дневник розы» (1976). В рассказе упоминается альтернативная рок-группа Meat Puppets. В романе Нейромант Уильяма Гибсона (1984) также есть упоминание слова meat puppet. Редакторы Википедии используют этот термин для обозначения правок, внесённых новым участником, если им кажется, что новый участник как-либо связан со старым. Этот участник — действительно существующий человек (например, друг какого-то участника), но на самом деле он лишь используется другим участником, и этим похож на сокпаппета.
Обозреватель Wired Лоре Шоберг создал сатирический список терминов, посвящённый критике Википедии. В нём он назвал словом meatpuppet «человека, который не согласен с вами».
Другие источники описывают термины «митпаппет» и «сокпаппет» как синонимичные. Например, согласно одной онлайн-энциклопедии, митпаппет «публикует комментарии в блогах, вики и других сайтах, чтобы вызвать интерес к чему-либо в сообществе». Таким образом, митпаппет занимается астротурфингом. Статья 2006 года в «Хронике высшего образования» назвала митпаппетом «вымышленного персонажа, который пытается быть похожим на настоящего человека».

## Разоблачение сокпаппетов
Для проверки учётных записей используется сравнение IP-адресов и анализ стиля сообщений.

## Правовые последствия использования виртуалов
В 2008 году 49-летняя жительница Миссури была привлечена к ответственности за создание и неправомерное использование учетной записи MySpace. Она притворялась 16-летним мальчиком. Цель Дрю заключалась в знакомстве с Меган Мейер, 13-летней девочкой, которая конфликтовала с дочерью Дрю. После того, как «16-летний мальчик» прекратил отношения с Меган, девушка покончила с собой. Дрю была признана виновной в предоставлении недостоверной информации и нарушении правил использования MySpace.
Американский прокурор в Лос-Анджелесе утверждал, что это поведение подпадает под действие федерального законодательства о мошенничестве с использованием компьютера, однако суд первой инстанции удовлетворил ходатайство Дрю об отмене приговора. Дрю утверждала, что создание виртуальной личности не означало несанкционированного доступа к MySpace. Она ссылалась на спор 1973 года, когда апелляционный суд постановил, что «мошенническое согласие, тем не менее, является согласием». Обвинение попыталось обжаловать решение судьи об отмене приговора, но позднее сняло апелляцию.
В 2010 году 50-летний адвокат Рафаэль Голб был осужден по 30 уголовным статьям, в том числе по статьям о краже личных данных и о домогательствах.
Также он писал сообщения с фальшивых аккаунтов. Аккаунты якобы принадлежали историкам, которые были конкурентами его отца, Нормана Голба. Голб оправдывал свои действия тем, что эти сообщения, по его мнению, можно назвать «сатирическими мистификациями», которые допускаются свободой слова. Голб был приговорён к шести месяцам тюремного заключения, но остался свободным под залог (25 000 долларов США).
В 2014 году окружной суд штата Флорида постановил, что использование сокпаппетов — это вмешательство в деловые отношения, поэтому сокпаппеты были запрещены. Суд постановил, что «акт фальсификации идентичностей» — это неправомерное поведение. Суд пояснил, что поведение неправомерно «не потому, что заявления являются ложными или правдивыми, а потому, что это поведение приводит к появлению поддельных мнений, оно мешает истцам». Суд заявил, что это поведение «несправедливо», обязал «удалить сообщения обвиняемых, которые были написаны от лица сокпаппетов». Однако суд также постановил, что комментарии обвиняемых, «которые не создают ложного представления о поддержке мнения обвиняемых», защищены первой поправкой к конституции Америки.

## Примеры использования виртуалов

### Реклама предприятий
В 2007 году было обнаружено, что генеральный директор Whole Foods Джон Макки разместил на Yahoo Finance сообщение, рекламирующее его компанию и рассказывающее о тяжёлом будущем конкурента (Wild Oats Markets). При этом Макки не указал, что он связан с Whole Foods. После возникновения этого спора Whole Foods утверждала, что ни одно из действий Макки не нарушает закон.
Во время суда над Конрадом Блэком, генеральным директором Hollinger International, состоявшемся в 2007 году, прокуроры утверждали, что он размещал сообщения в чате Yahoo Finance под именем «nspector». Утверждалось, что в своих сообщениях он нападал на продавцов без покрытия и обвинял их в низкой производительности активов своей компании. Обвинители предоставили доказательства существования таких сообщений, Блэк был осужден за мошенничество с использованием почты. Тема интернет-сообщений не раз поднималась во время процесса.

### Предвзятые обзоры книг и фильмов
Компьютерный сбой Amazon.com в 2004 году позволил выяснить, что некоторые авторы писали рецензии на свои книги. Так, Джон Речи, автор романа «City of Night» (1963), часто писал фальшивые отзывы на свои книги. Он оценивал их в «5 звёзд».
В 2010 году было обнаружено, что историк Орландо Фигес написал рецензии на Amazon, в которых восхвалял свои собственные книги и критиковал книги других историков, в том числе Роберта Сервиса. Роберт Сервис вместе с другим историком подали на Фигеса в суд и выиграли дело. Фигес заплатил компенсацию за нанесённый ущерб.
Британский писатель-фантаст Стивен Лизер признался, что использовал виртуалов, чтобы хвалить свои собственные книги. Он утверждал, что «это делают все». Стивен Лизер построил «сеть персонажей», некоторыми из них управляли его друзья, они обсуждали книги и общались с Лизером напрямую.
В том же году британский писатель-криминалист Эллори признался, что он также использовал сокпаппетов. С аккаунтов-виртуалов он написал хвалебный отзыв каждому своему роману, а также покритиковал двух других авторов.
Директор по маркетингу Sony Corporation придумал Дэвида Мэннинга — вымышленного кинокритика, который рекомендовал к просмотру фильмы Sony Columbia Pictures. Эти «рекомендации критика» использовались в рекламе.

### Комментарии в блогах
Американский репортёр Майкл Хилтзик был отстранён от публикации сообщений в своем блоге на сайте Los Angeles Times, потому что признался, что «публикует сообщения, используя виртуалов (как там, так и на других сайтах)». Он использовал виртуалов для нападок на консерваторов, таких как Хью Хьюитт и прокурор Лос-Анджелеса Патрик Фрей. В конечном итоге консерваторы разоблачили его. Блог Hiltzik в LA Times был первым блогом газеты. Несмотря на прекращение работы блога, Хилтзик продолжил писать для газеты.
Ли Сигел, автор статей для журнала The New Republic, был отстранён от написания блога, так как он комментировал там под вымышленным именем «Sprezzatura». В комментариях «Sprezzatura» негативно отзывался о Джоне Стюарте, он писал, что «Сигел храбрее и остроумнее, и всегда будет более остроумным, чем Стюарт».

### Использование виртуалов государством
Известно, что США спонсировали платный троллинг. В 2011 году калифорнийская компания Ntrepid начала заниматься выполнением обязательств по контракту на 2,76 млн долларов. Контракт поступил от центрального командования США и включал использование виртуалов. Рекомендовалось создать «фальшивых онлайн-персонажей для влияния на сетевые разговоры и распространение американской пропаганды „на арабском, персидском, урду и пушту“». Создание виртуалов было частью операции «Честный голос».
11 сентября 2014 года некоторые аккаунты-виртуалы сообщили о взрыве химического завода в Луизиане. Сообщения поступали из Twitter и Youtube, но власти США заявили, что информация о взрыве — обман. Возможно, эта информация была придумана агентством интернет-исследований России. В 2016 году разведывательное сообщество США заявило, что Россия вмешивалась в выборы в США с помощью виртуалов.
Институт экономических дел заявил, что правительства Соединенного Королевства и ЕС финансируют благотворительные организации, которые лоббируют их интересы. Эти благотворительные организации нередко использовались правительствами.

### Комментарии
1. ↑   Если использование псевдонима разрешено, то его иногда называют «alt», сокращенно «альтернативная идентичность».